# Asdrúbal da Cunha
 Asdrúbal Euritísses da Cunha  (Bagé, 13 de febrero de 1899 - Pirassununga, 2 de noviembre de 1971) fue un militar y político brasileño. Ocupó la alcaldía de São Paulo por poco más de un año entre 1949 y 1950 tras la renuncia de Milton Improta.
En julio de 1914 ingresó al Ejército del Brasil ingresando luego a la Escuela Militar de Realengo en Río de Janeiro. Ingresó como aspirante en diciembre de 1925, en enero de 1926 fue ascendido a teniente segundo y en enero de 1928 a teniente primero. Participó en la Revolución Constitucionalista de 1932 y, luego de ser amnistiado, prosiguió su carrera militar siendo ascendido a capitán en 1936, a mayor en diciembre de 1942 y a teniente coronel en marzo de 1946.
En 1949 fue nombrado alcalde de São Paulo por el gobernador Ademar de Barros ejerciendo el cargo hasta el año siguiente. En octubre de 1950, fue elegido como diputado estadual por el Partido Social Progresista, llegando a ser presidente de la Asamblea Legislativa en 1951 y encabezando las comisiones de Finanzas, de Educación y de Servicios Civiles. En 1953 fue ascendido a a coronel siendo luego reelegido en la Asamblea Legislativa de São Paulo en 1954 y 1958. 
En 1956 fue pasado a retiro siendo ascendido a general. Falleció en Pirassununga el 2 de noviembre de 1971.